# Viridigona merzi
Viridigona merzi är en tvåvingeart som beskrevs av Stefan Naglis 2003. Viridigona merzi ingår i släktet Viridigona och familjen styltflugor. Inga underarter finns listade i Catalogue of Life.